# Lippeschleuse Heessen

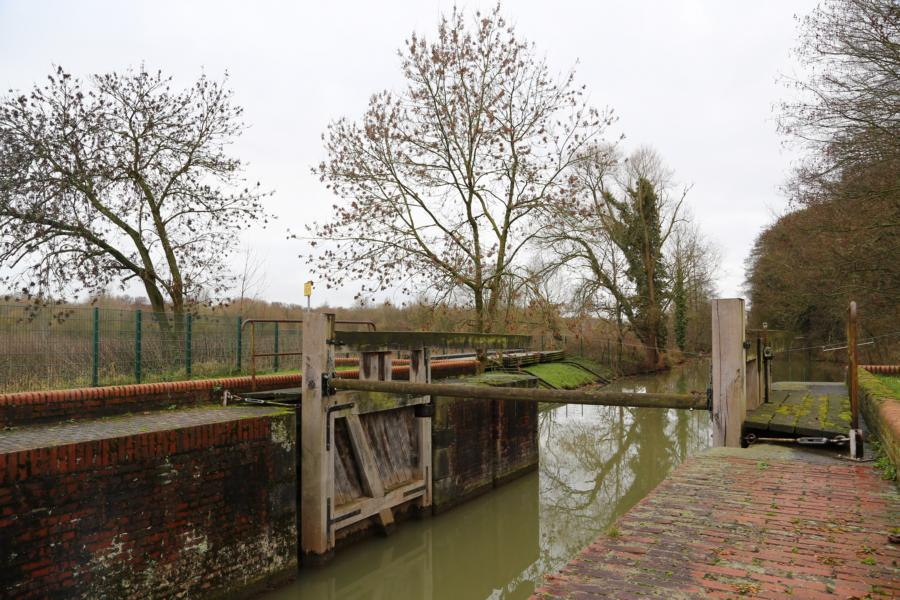
Lippeschleuse Heessen (2013)

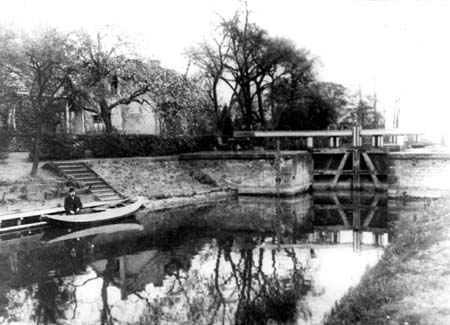
Untertor der Schleuse Heessen (vor 1900)

Die Lippeschleuse Heessen hat ihren Namen vom nahegelegenen Schloss Heessen im gleichnamigen Stadtteil Hamms. Als eine von zwölf Schleusen in der Lippe sorgte sie für genügend Wassertiefe und gleichmäßigen Wasserstand, um so die Lippeschifffahrt von Wesel bis Lippstadt im 19. Jahrhundert möglich zu machen. Sie ist als Baudenkmal eingetragen in die Denkmalliste Stadt Hamm seit dem achten November 1991 unter der Nummer 179. Sie wird nur noch von Sportbooten genutzt.

## Geschichte
Zwischen 1823 und 1827 wurde die Lippe vom preußischen Staat durchgehend schiffbar gemacht. Sandbänke, Klippen und der ungleichmäßige Wasserstand sowie die bis dahin bestehenden Zollgrenzen hatten dies vorher verhindert. Diese Schleuse wurde 1825/26 gebaut und am 15. Oktober 1826 in Betrieb genommen. Sie ist zirka 28 Meter lang (85 Preußische Fuß) und fast 5 Meter breit (15 Fuß). Baumaterial waren größtenteils Ziegelmauerwerk und an den Ein-/Ausfahrten Werksandstein. Das Tor zum Unterwasser ist als Stemmtor ausgeführt (siehe Bild), das zum Oberwasser ist ein Hubtor. Dieses hat inzwischen Stahlstützen als Verstärkung bei Hochwasser und einen elektrischen Antrieb bekommen. Ansonsten ist noch der originale Bauzustand der Schleusenkammer erhalten geblieben.
Heute wird die Schleuse nur noch von Sportbooten und zur Bauunterhaltung genutzt.
Die benachbarte Staustufe ist nicht historisch, sie wurde in den 1960er Jahren erbaut. Die Lippe wurde dafür komplett über die Schleusenstrecke umgeleitet, was der örtliche Kanuverein für Slalomveranstaltungen nutzte. Der ursprüngliche Lippestau lag zwischen Schleuse und Schloss. 
Seit 1991 ist die Lippeschleuse ein Baudenkmal, welches nicht nur Aufschluss über den frühen Verkehrswasserbau in Preußen gibt, sondern auch die Bedeutung der Lippekanalisierung für die Entwicklung der Arbeits- und Produktionsverhältnisse dokumentiert. Der Transport verlagerte sich von dem nur wenige Kilometer südlich gelegenen Hellweg auf die Schifffahrt. Später lösten dann die Eisenbahn und die Kanäle seitlich der Lippe den Transport auf der Lippe wieder ab. 